# Fischerbuberl-Brunnen
Das Fischerbuberl-Brunnen ist ein Brunnen auf dem Wiener Platz in München-Haidhausen. Der 1910 vom Bildhauer Ignatius Taschner geschaffene Brunnen stellt einen nackten Bub mit Hut dar, der auf einer Kugel stehend in seinen Armen jeweils einen nach oben schauenden Fisch trägt. Zwischen den Füßen des Bubs ist ein dritter Fisch eingeklemmt. Der Brunnen wurde ursprünglich in der Münchner Innenstadt auf dem Viktualienmarkt neben der Freibank aufgestellt. Für den Wiederaufbau der Schrannenhalle musste der Brunnen weichen und fand einen neuen Standort in der westlichen Ecke des Wiener Platzes. Die heutige Brunnenfigur ist ein 1934 angefertigter Abguss des Originals.
1911 wurde der Brunnen mit kleinen Veränderungen vom Bildhauer Hugo Lederer für den Fischmarkt der Stadt Aachen kopiert, dort heißt er Fischpüddelchen. Daneben gibt es weitere ähnliche Brunnen.

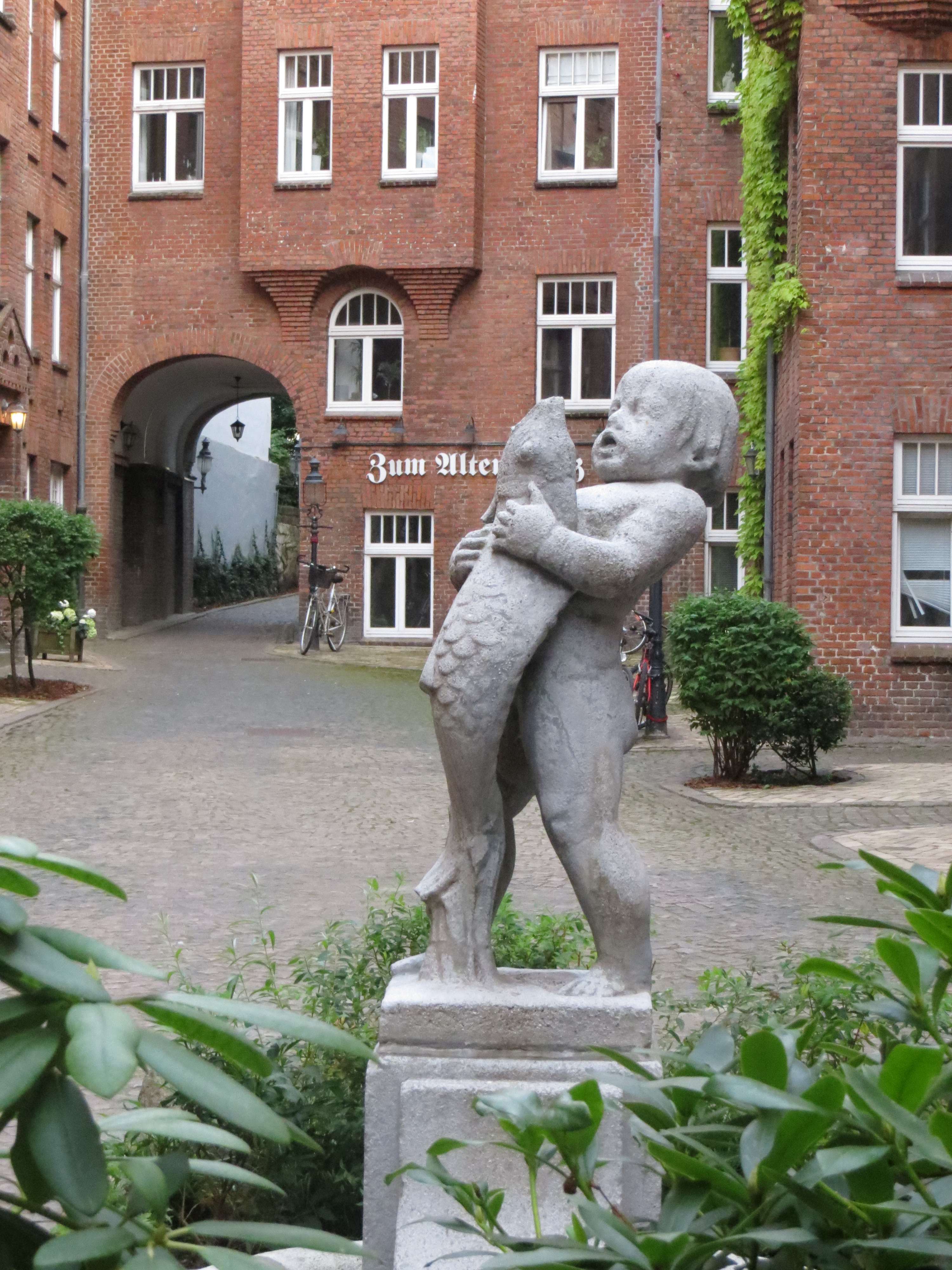
Burghof-Brunnen mit dem Fischer-Jungen im Flensburger Burghof (1909/1910; 2016 durch Vandalismus zerstört)
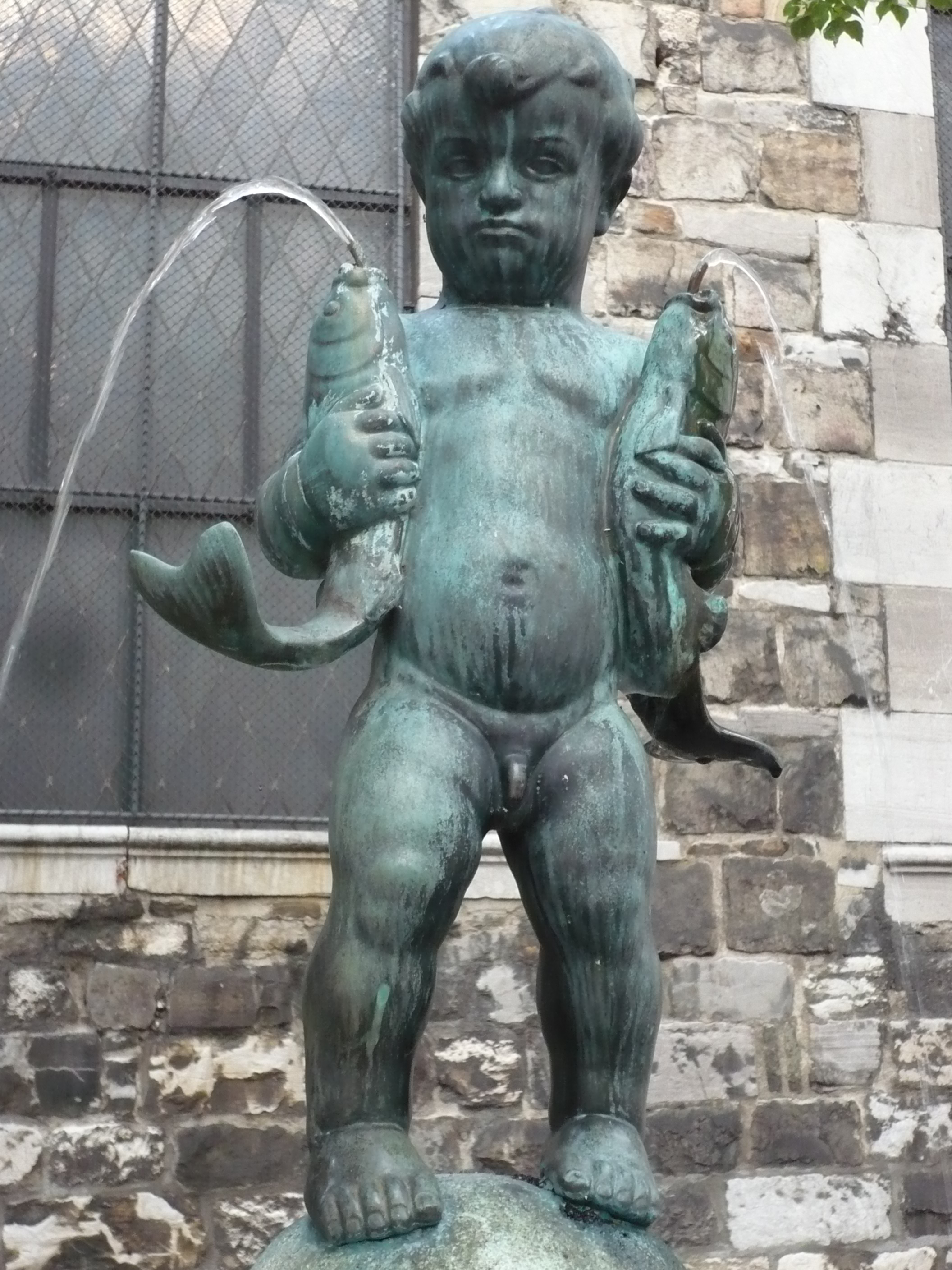
Fischpüddelchen in Aachen (1911)
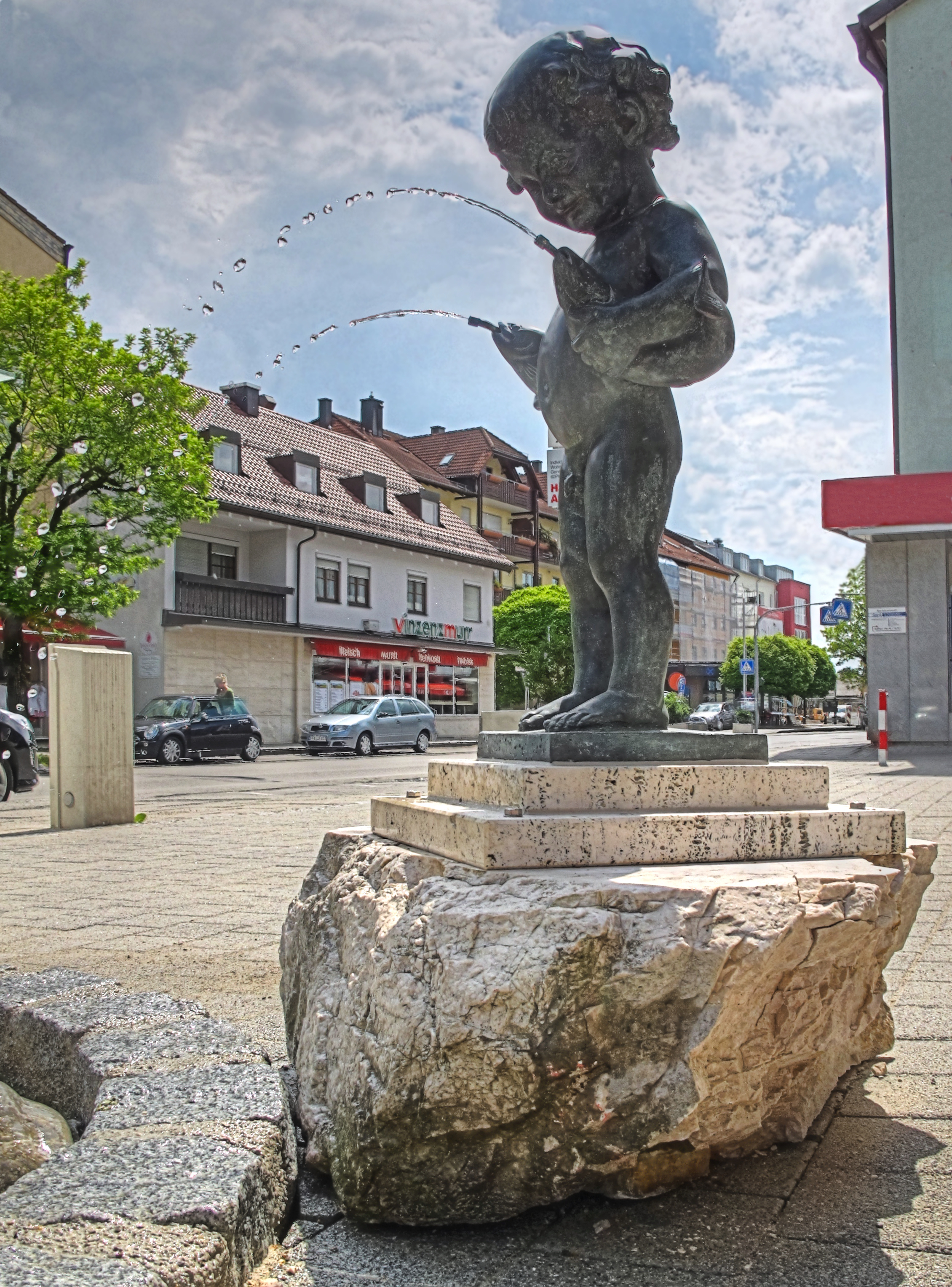
„Hommage“ in Olching (1975)